# Lech, Vorarlberg
Lech är en kommun i distriktet Bludenz i förbundslandet Vorarlberg i Österrike.
Centrum i kommunen är vintersportorten Lech am Arlberg.